# (24194) Paľuš
Pour les articles homonymes, voir Palus (homonymie).
(24194) Paľuš, désignation internationale (24194) Palus, est un astéroïde de la ceinture principale.

## Description
(24194) Palus est un astéroïde de la ceinture principale. Il fut découvert le 8 décembre 1999 à Modra par Adrián Galád et Dušan Kalmančok. Il présente une orbite caractérisée par un demi-grand axe de 3,18 UA, une excentricité de 0,17 et une inclinaison de 6,0° par rapport à l'écliptique.

## Compléments